# Skriveren Bartleby
Skriveren Bartleby er en novelle af forfatteren Herman Melville. Bartleby er en ellers lydefrit fungerende funktionær, der uden forklaring begynder at afvise alle ordrer fra sin undrende arbejdsgiver med sætningen "Jeg ville foretrække at lade være". Denne adfærd bliver mere og mere konsekvent og resulterer i sidste ende i Bartlebys død, idet han også ville "foretrække at lade være" at spise. Novellen er blevet tolket som et frontalopgør med den vestlige verdens største helligdom, arbejdet, og som en skildring af det irrationelles triumf over rationaliteten.
For Melville blev Skriveren Bartleby profetisk, da han kort tid efter at have skrevet den ophørte med at skrive og levede resten af sit liv i ubemærkethed.